# Château de Rigardon
Le château de Rigardon est un château français situé à Saint-Denis-de-Gastines, dans le département de la Mayenne et la région des Pays de la Loire. Il est situé à 2 kilomètres au Nord du bourg.

## Désignation[1]
- Le lieu seigneurial de Rigardon, 1680 (Étude de Saint-Denis).
- Rigardon, château, chapelle (Hubert Jaillot) ; ferme, chapelle. (Carte de Cassini).
- La seigneurie de Rigardon, 1787 (Archives nationales, Q/1. 699).
- Le château et la terre de Rigardon, 1857 (Affiche).

## Histoire
Seigneurie mouvante du Bailleul. « Il y a une fontaine qui bout, écrit Pierre-François Davelu, et qui donne naissance à un ruisseau. » Il s'agit d'un château avec tourelle, fuie isolée sur le bord de la douve.
Le principal domaine appartint à la famille de Froulay, qui conserva toujours le fief. Le 29 août 1680, par acte devant Jean Lebaron, Gabriel-Philippe de Froulay, évêque d'Avranches, en exécution des intentions d'André de Froulay, son aïeul, fonda dans la chapelle de Rigardon une messe tous les dimanches et fêtes, sur le lieu de la Greslinière, acquis d'Yves du Moutier et de Françoise Georges.

### Sources et bibliographie
- « Château de Rigardon », dans Alphonse-Victor Angot et Ferdinand Gaugain, Dictionnaire historique, topographique et biographique de la Mayenne, Laval, A. Goupil, 1900-1910 [détail des éditions] (BNF 34106789, présentation en ligne)